# District de Nidau

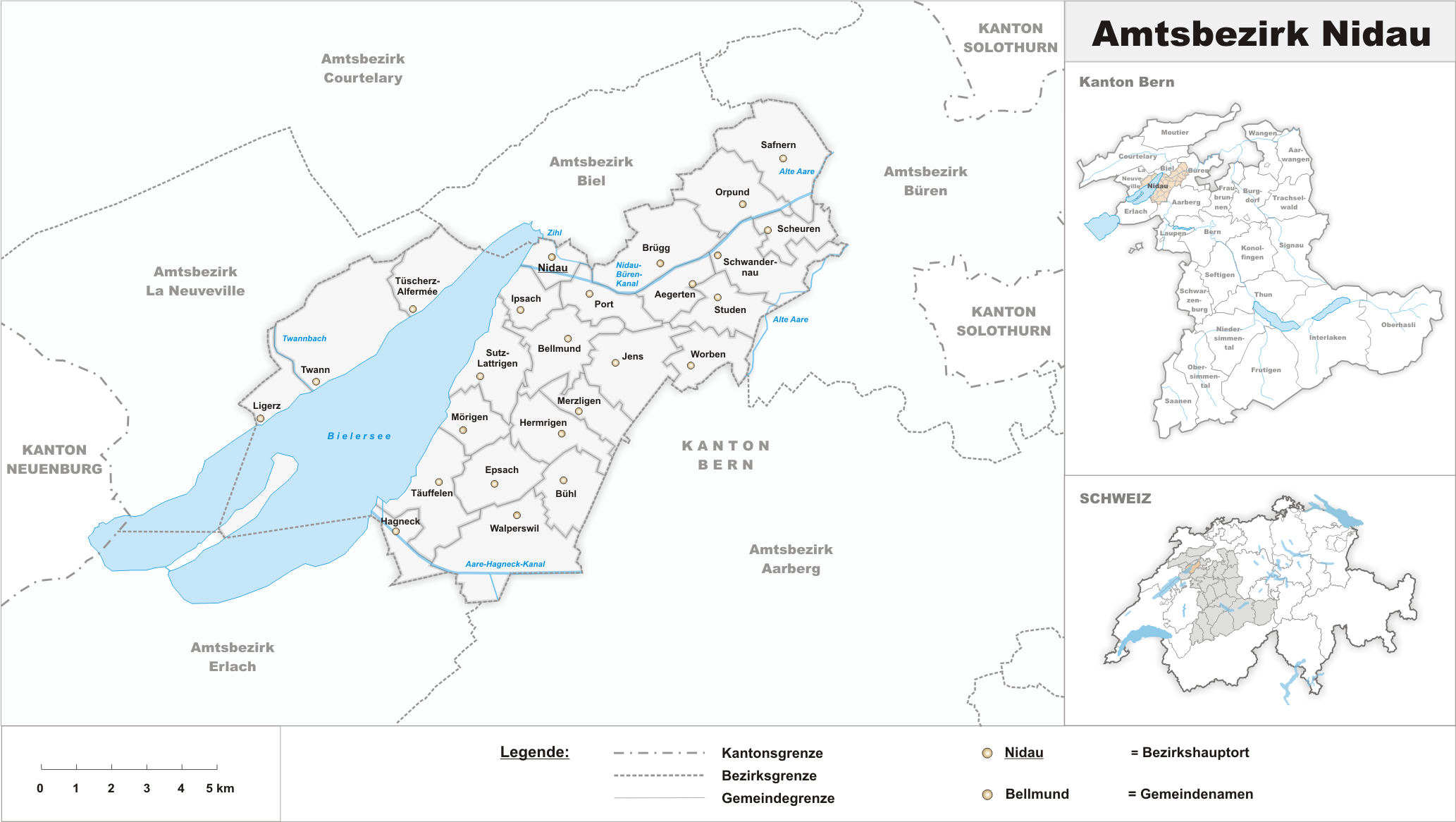
Communes du district de Nidau

Le district de Nidau est l’un des 26 districts du canton de Berne, en Suisse. Son chef-lieu est la commune de Nidau. Il a une superficie de 113 km2 et compte 25 communes :
- 2558 Aegerten
- 2564 Bellmund
- 2555 Brügg
- 3274 Bühl
- 2575 Täuffelen

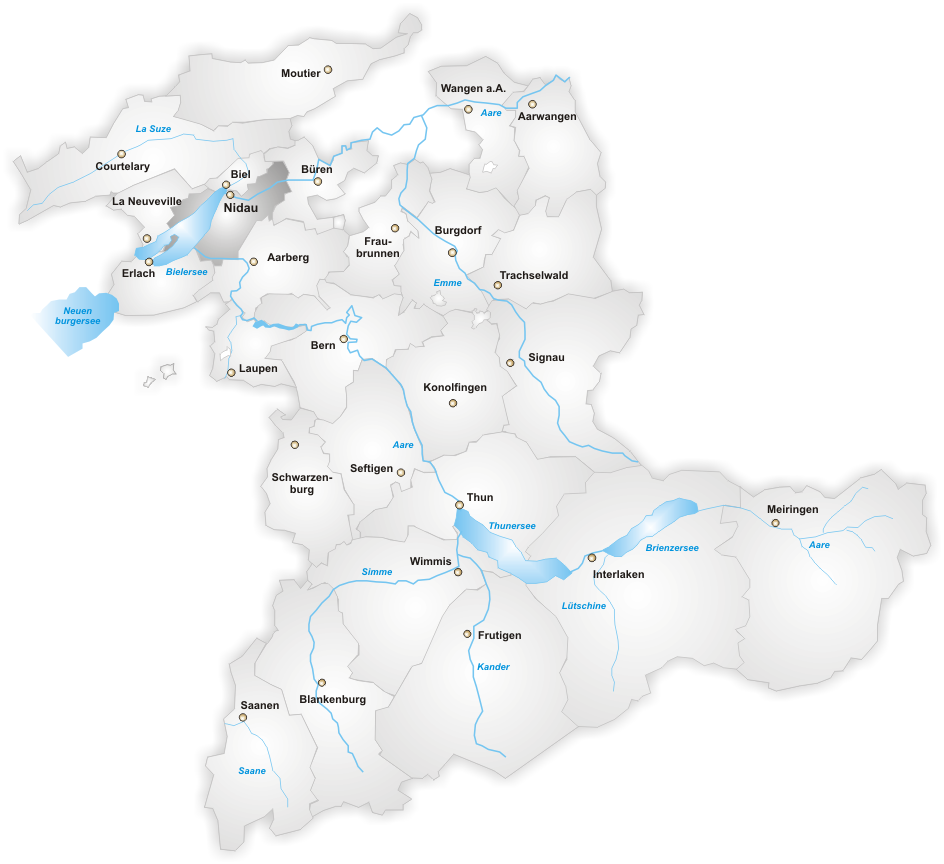
District de Nidau dans le canton de Berne

- 2512 Daucher-Alfermée (Tüscherz-Alfermée)
- 2513 Douanne (Twann)
- 3272 Epsach
- 2514 Gléresse (Ligerz)
- 2575 Hagneck
- 3274 Hermrigen
- 2563 Ipsach
- 2565 Jens
- 3274 Merzligen
- 2572 Mörigen
- 2560 Nidau
- 2552 Orpund
- 2562 Port
- 2553 Safnern
- 2556 Scheuren
- 2556 Schwadernau
- 2557 Studen
- 2572 Sutz-Lattrigen
- 3272 Walperswil
- 3252 Worben

Le dernier préfet du district de Nidau était Werner Könitzer (1947 / PS). Le siège de la préfecture se trouvait au château de Nidau.
Le 1er janvier 2010, son territoire a été réparti entre les nouveaux arrondissements administratifs de Bienne et du Seeland. 